# Kamienica przy ulicy Podwale 68 we Wrocławiu
Kamienica przy ulicy Podwale 68 – zabytkowa kamienica mieszczańska znajdująca się przy ulicy Podwale 68 we Wrocławiu. Kamienica połączona jest z sąsiednią kamienicą nr 69 i razem stanowią siedzibę Państwowej Szkoły Muzycznej II stopnia im. Ryszarda Bukowskiego.  

## Historia posesji i kamienicy

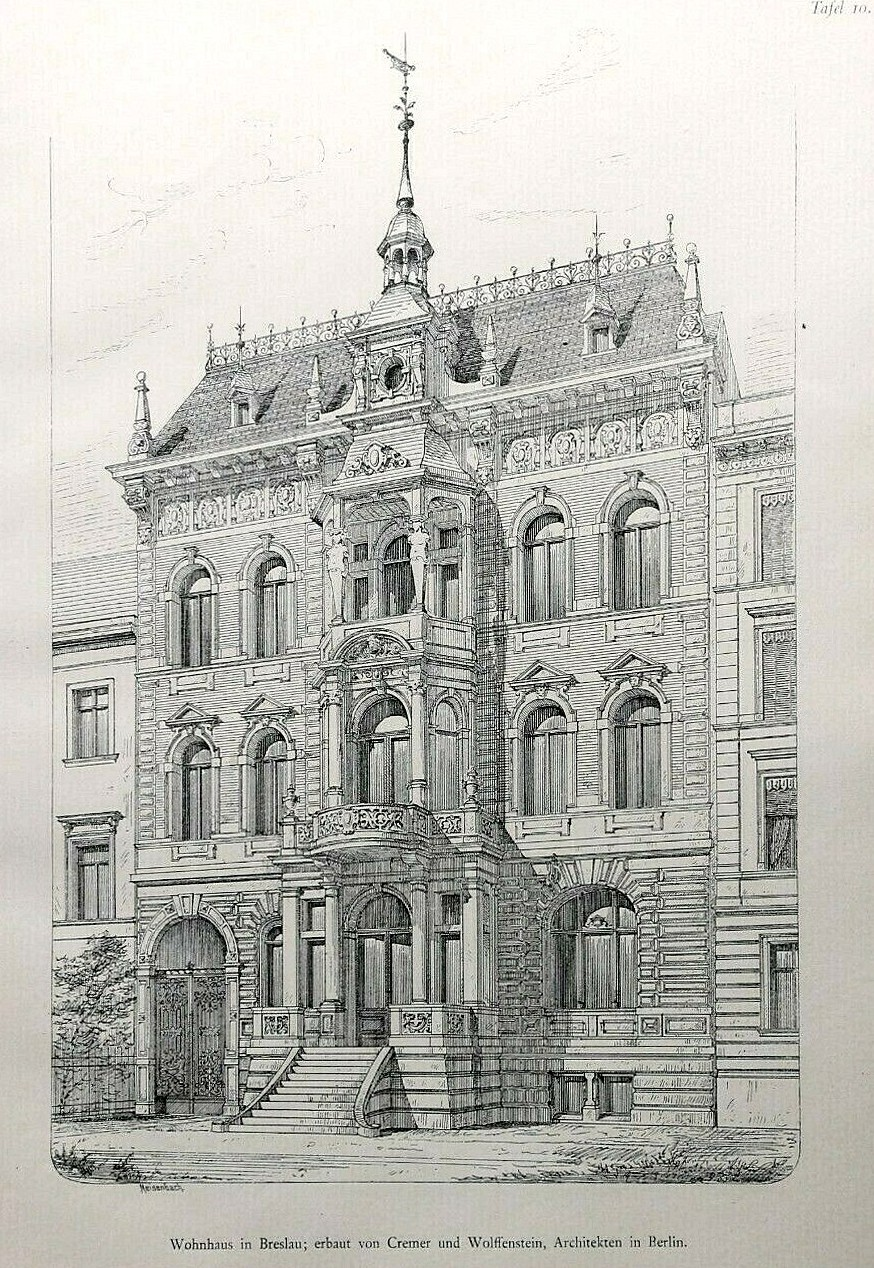
Widok kamienicy w 1885 roku

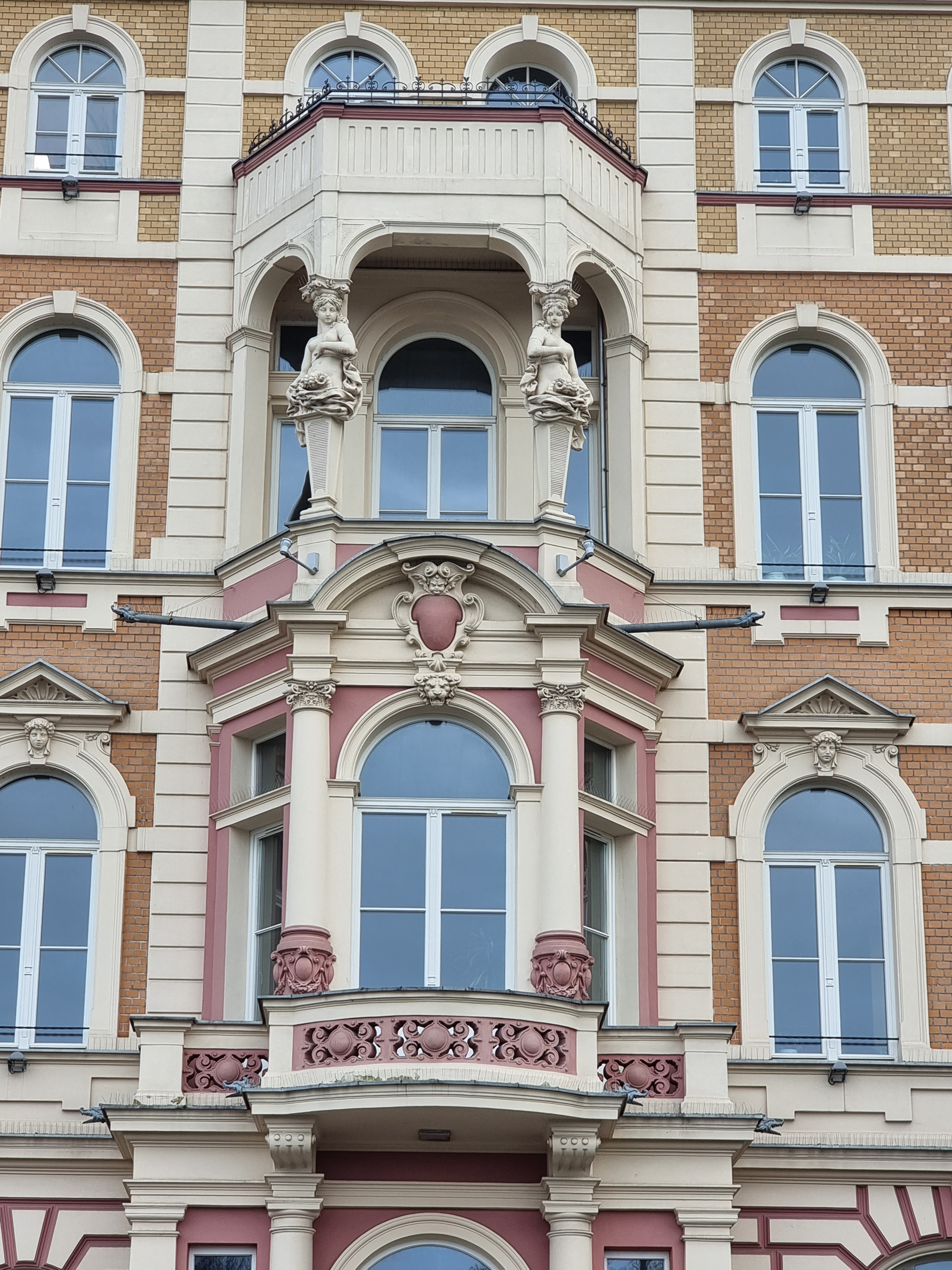
Fragment ryzalitu na II i III kondygnacji z kariatydami

Pomiędzy ówczesnymi ulicami Bahnhof Strasse (obecne ul. Dworcowa) a Vorwerk Strasse (obecnie ul. Komuny Paryskiej) jeszcze w latach 40. XIX wieku znajdowały się założenia ogrodowe zwane Knysche Knie lub ogrody karczmarza Kny. Na planie Wrocławia z 1827 roku autorstwa Eduarda Hoffmanna w tym kwartale, przy ul. Am Stadtgraben (obecnie ul. Podwale), widoczne są dwa budynki; na planie Carla Heinricha Studta z 1853 roku były one oznaczone jako budynki sierocińca. Zachodnia parcela od ulicy Dworcowej była już zabudowana. Około roku 1846 teren ten został wykupiony przez członka Rady Miejskiej, Davida Bülowa, który prawdopodobnie w miejsce starszych budynków wzniósł swoją wolnostojącą, trzykondygnacyjną willę. Od strony wschodniej w 1861 roku architekt Felix Nagórski wybudował własną willę. Oba budynki, zachodnie i wschodnie, sąsiadowały z willą i z otaczającym go ogrodem. Na początku lat 80. XIX wieku cały kwartał od ul. Dworcowej do Komuny Paryskiej przylegający do ul. Podwale został wykupiony przez Śląskie Towarzystwo Akcyjne Nieruchomości i został podzielony na parcele. W tym samym też okresie willa Bülowa została wyburzona. W jej miejsce zaprojektowano dwie kamienice. Według Agnieszki Tomaszewicz, autorem obu projektów była berlińska spółka architektoniczna Cremer & Wolfenstein, a ich wykonawcą była firma budowlana Heinricha Simona. Według Hryniewicza i Bińkowskiej kamienica nr 68 była własnością Simona, a druga o numerze 69 należała do rentiera Jonasa Hirschela lub została mu sprzedana przez Simona, zanim została ukończona. 
Część frontowa kamienicy zajmowała rodzina Simona; tylne skrzydło nie było połączone z budynkiem frontowym i przeznaczone było na mieszkania czynszowe.

## Opis architektoniczny
Kamienice nr 68 wzniesiono w latach 1883–1885. Według Florentyny Łabęckiej autorem projektu był majster murarski Julius Thiem, który wykonał go w 1883 roku. Agnieszka Tomaszewicz jako firmę projektową podaje spółkę architektoniczną Cremer & Wolfenstein, a za datę projektu rok 1888. Budynek pierwotnie był trzykondygnacyjną kamienicą ze skrzydłem bocznym. Na każdym piętrze znajdowało się jedno duże, wielopokojowe mieszkanie, do którego dostęp był z głównej klatki schodowej. Klatka schodowa połączona była również z sienią przejazdową znajdującą się w północnej osi. Fasada budynku była boniowana w części parterowej, a w wyższej części obłożona cegłą. W osi środkowej znajdował się trzykondygnacyjny ryzalit o planie zmieniającym się na każdej kondygnacji. Na parterze był prostokątny, płaski, z dwoma kolumnami podtrzymującymi ryzalit kolejnej kondygnacji, ze schodami prowadzącymi do ogródka frontowego. Na drugiej kondygnacji ryzalit przybierał formę wieloboku z półkolistym balkonem tworzącym jednocześnie zadaszenie nad zejściem do grodu. W części trzeciej kondygnacji ryzalit miał formę płytkiego balkonu nakrytego wysmukłym daszkiem, co nadawało mu charakter loggii, i był podtrzymywany przez dwie hermy z kariatydami. W osi ryzalitu w części dachowej umieszczono wieżyczkę z owalnym otworem. Powyżej pierwszej kondygnacji fasada budynku była symetryczna, trzyczęściowa, sześcioosiowa. Okna, poza tymi w ryzalicie, zakończone są przesklepione łukami pełnymi, w profilowanych opaskach.   
W 1922 roku przebudowano dach nad klatką schodową montując w nim świetlik. W 1926 roku kamienicę przebudowano dodając jej czwartą kondygnację, nie zmieniając jednocześnie jej wysokości: usunięto wieżyczkę i zmniejszono kalenicowy dach wraz z ozdobnym metalowym koronkowym zwieńczeniem pod gzymsowym. Projektantem i wykonawcą tych prac była firma budowlana Theodora Prinza. W 1932 roku mieszkanie na drugiej kondygnacji zostało podzielone na trzy mniejsze według projektu architekta Paula Ehrenberga.              

## Po 1945
Po 1945 roku budynek był przeznaczony pod mieszkania czynszowe. W 1951 roku został wyremontowany i połączony z tylnym skrzydłem. Przebudowano wówczas układ wnętrz budynku, a kamienica została oddana pod siedzibę Państwowej Szkoły Muzycznej. W latach 1963 i 1975 budynek był remontowany. 